# 파테인

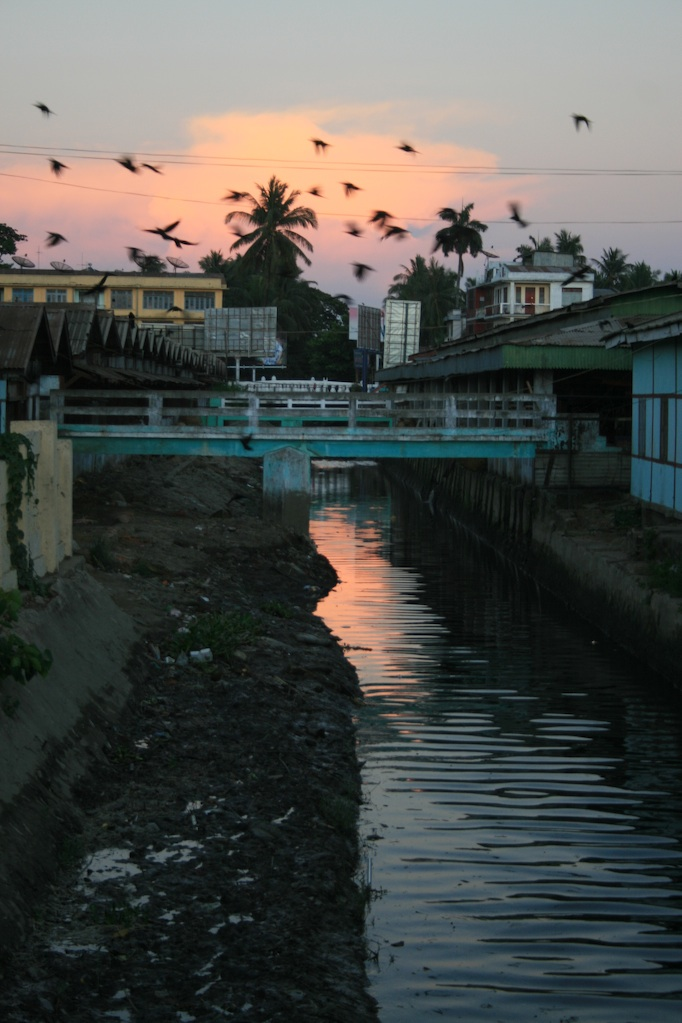
해질녁의 파테인

파테인(버마어: ပုသိမ်မြို့ 뻐떼인) 혹은 파샘(언어 오류(mnw): ဖာသီ 파샘)은 미얀마의 항구 도시로 에야워디도의 수도이다. 2004년의 인구는 215,600명으로 추정된다. 에야워디강의 서쪽의 분류인 뻐떼인 강가에 놓여져있다.
파테인은 한 때 몬 왕국의 일부였지만 오늘날 몬족의 수는 적다. 주민의 대다수는 버마족, 인도인, 꺼인족이다.

## 어원
도시의 이름은 고대 몬어 ‘파샘’(ဖာသီ)에서 유래된 것이라고 생각된다. 영국 식민지 시대에는 ‘바세인’(영어: Bassein 바세인[*])으로 불리기도 했다.

## 역사
뻐떼인은 몬 왕국의 일부였다. 영국은 제1차 영국-미얀마 전쟁 후에 1826년에 이곳에 항구와 요새를 세웠다. 1983년의 조사 때 인구는 144,092명이었다.

## 지리와 경제

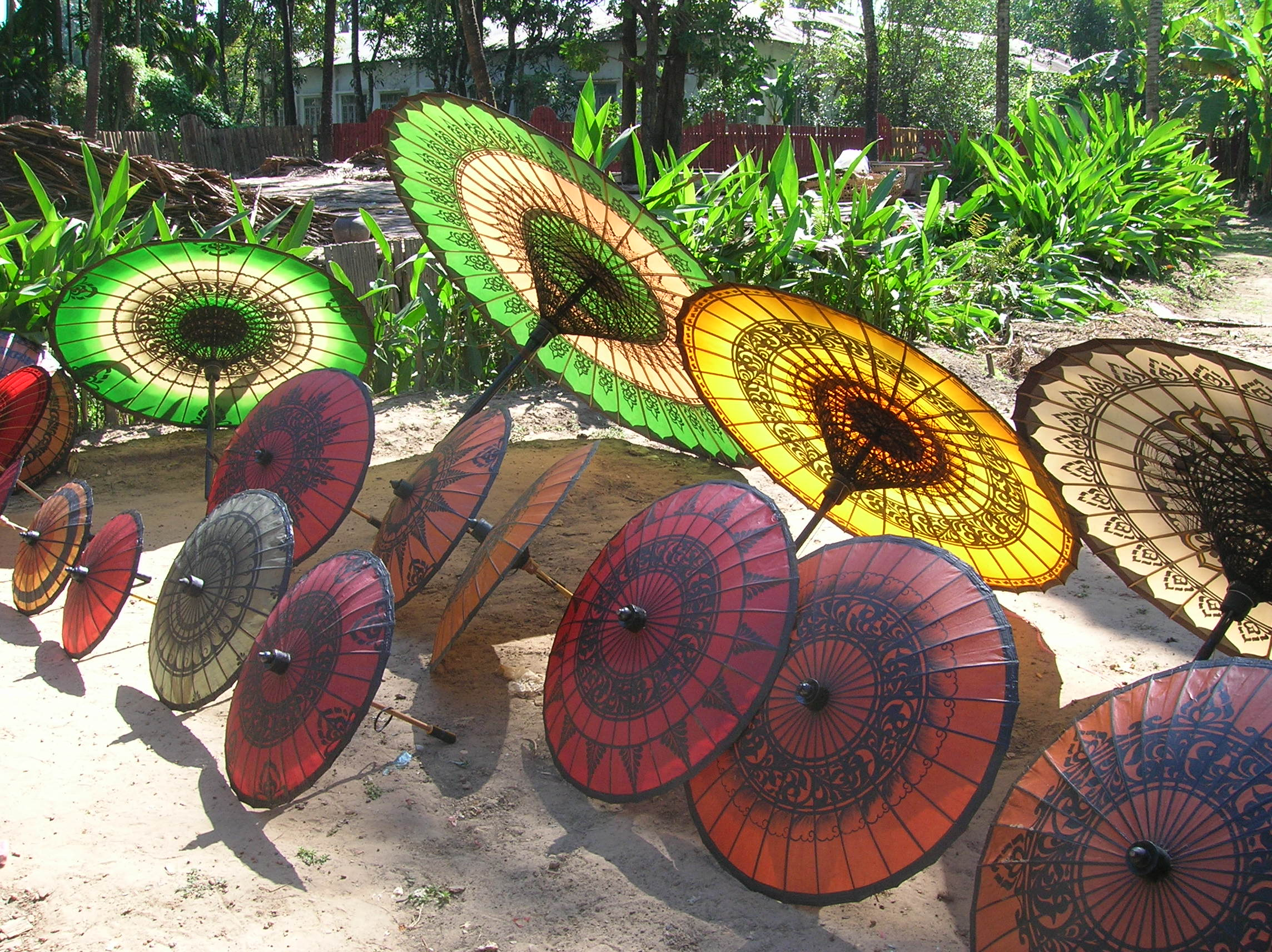
뻐떼인의 파라솔

뻐떼인은 에야워디강 삼각주의 서쪽 가장자리에 놓여있고 얀군에서 서쪽으로 118km 떨어져 있다. 바다와 떨어져 있지만 큰 배가 접근이 가능하기 때문에 삼각주의 중요한 항구이다. 도시는 또한 얀군도와 힌떠따군으로 연결되는 철도 지선의 종점이다.
벵골만의 해안선은 여카잉산맥에 둘러싸여 있다. 이 지역에 있는 길이 2.5km, 폭 1.6km의 인예 호는 어업으로 알려져 있다. 또한 앞바다의 암초인 떠미라섬은 수영자들에게 인기가 많고 거북의 서식지로 유명하다.
도시는 쌀의 제분과 수출의 중심지이다. 또한 수많은 제재소와 우산 공장이 있다. 뻐떼인의 화려한 수제 파라솔은 미얀마 전역에 널리 알려져 있다. 또한 뻐떼인은 도자기와 화려한 수제 바구니, 물통으로 알려져 있다.
뻐떼인의 주변 지역은 농업이 이루어지고 참깨, 땅콩, 황마, 옥수수, 담배, 고추 등이 재배된다.

## 기후
| 뻐떼인(1981년~2010년)의 기후 | 뻐떼인(1981년~2010년)의 기후 | 뻐떼인(1981년~2010년)의 기후 | 뻐떼인(1981년~2010년)의 기후 | 뻐떼인(1981년~2010년)의 기후 | 뻐떼인(1981년~2010년)의 기후 | 뻐떼인(1981년~2010년)의 기후 | 뻐떼인(1981년~2010년)의 기후 | 뻐떼인(1981년~2010년)의 기후 | 뻐떼인(1981년~2010년)의 기후 | 뻐떼인(1981년~2010년)의 기후 | 뻐떼인(1981년~2010년)의 기후 | 뻐떼인(1981년~2010년)의 기후 | 뻐떼인(1981년~2010년)의 기후 |
| 월                           | 1월                          | 2월                          | 3월                          | 4월                          | 5월                          | 6월                          | 7월                          | 8월                          | 9월                          | 10월                         | 11월                         | 12월                         | 연간                         |
| ---------------------------- | ---------------------------- | ---------------------------- | ---------------------------- | ---------------------------- | ---------------------------- | ---------------------------- | ---------------------------- | ---------------------------- | ---------------------------- | ---------------------------- | ---------------------------- | ---------------------------- | ---------------------------- |
| 일평균 최고 기온 °C (°F)     | 31.9 (89.4)                  | 33.8 (92.8)                  | 35.5 (95.9)                  | 36.6 (97.9)                  | 34.2 (93.6)                  | 30.9 (87.6)                  | 30.3 (86.5)                  | 30.0 (86.0)                  | 31.0 (87.8)                  | 32.1 (89.8)                  | 32.2 (90.0)                  | 31.3 (88.3)                  | 32.5 (90.5)                  |
| 일평균 최저 기온 °C (°F)     | 17.5 (63.5)                  | 19.2 (66.6)                  | 21.7 (71.1)                  | 24.4 (75.9)                  | 25.2 (77.4)                  | 24.5 (76.1)                  | 24.2 (75.6)                  | 24.1 (75.4)                  | 24.1 (75.4)                  | 24.1 (75.4)                  | 22.2 (72.0)                  | 18.8 (65.8)                  | 22.5 (72.5)                  |
| 평균 강우량 mm (인치)        | 1.8 (0.07)                   | 9.4 (0.37)                   | 7.4 (0.29)                   | 26.9 (1.06)                  | 275.5 (10.85)                | 605.7 (23.85)                | 646.9 (25.47)                | 636.2 (25.05)                | 385.0 (15.16)                | 205.6 (8.09)                 | 80.3 (3.16)                  | 7.0 (0.28)                   | 2,887.7 (113.69)             |
| 출처: 노르웨이 기상연구원    |                              |                              |                              |                              |                              |                              |                              |                              |                              |                              |                              |                              |                              |

## 인구
| 연도                 | 인구    | ±% |
| -------------------- | ------- | -- |
| 1973                 |         | —  |
| 1983                 |         | —  |
| 2014                 | 169,773 | —  |
| 출처: 노동이민인구부 |         |    |

## 교육
- 뻐떼인 대학교
- 뻐떼인 교육대학교